# 林布寺
林布寺，位于西藏自治区日喀则地区江孜县车仁乡，是一座藏传佛教寺院。

## 简介
林布寺（Gling Pu Dgon）是位于西藏自治区日喀则地区江孜县车仁乡的一座藏传佛教寺院。
21世纪初，据车仁乡乡长巴桑结（Pa Sangs Skyabs）称，车仁乡共有8个村，425户，2517人，全乡有2座寺院，林布寺服务车仁乡的第1至第4村（热定村、吉瓦村、扎西林村、车仁村）的信众，拉日色布寺服务车仁乡第5至第8村（伦巴村、加麦村、加堆村、玉西村）的信众。